# Kai Chang
Pour les articles homonymes, voir Chang.
Kai Chang (né le 29 janvier 2000) est un athlète jamaïcain, spécialiste du lancer du disque.

## Carrière
Son père, Chinois, a épousé une Jamaïcaine, d’où son nom. Deuxième des Championnats nationaux juniors derrière son compatriote Roje Stona, ce dernier perd ses documents de voyage et ne peut participer aux championnats du monde juniors où Chang est le seul lanceur jamaïcain.
Le 15 juillet, avec un record personnel à 62,36 m, il remporte la médaille d'or de ces championnats.

## Palmarès
| Date | Compétition                   | Lieu    | Résultat | Marque  |
| ---- | ----------------------------- | ------- | -------- | ------- |
| 2018 | Championnats du monde juniors | Tampere | 1er      | 62,36 m |

## Records
| Épreuve          | Marque  | Lieu     | Date        |
| ---------------- | ------- | -------- | ----------- |
| Lancer du disque | 57,66 m | Kingston | 2 juin 2018 |